# 뱀파이어 다이어리
뱀파이어 다이어리(The Vampire Diaries)는 미국 The CW 방송사에서 방영했던 L. J. 스미스의 뱀파이어 다이어리 소설 시리즈를 원작으로 하는 TV 드라마 프로그램이다. 케빈 윌리엄스와 줄리 플렉이 제작했는데 2009년 9월 10일부터 2017년 3월 10일까지 방영했다. 미스틱 폴즈라는 마을에서 엘레나 길버트(니나 도브레브)라는 고등학생 소녀와 뱀파이어 살바토어 형제 스테판(폴 웨슬리)과 데이먼(이언 서머홀더)를 중심으로 펼쳐지는 이야기이다.

## 제작 배경
2009년 9월 6일 CW에서 작가 케빈 윌리엄스와 책임 프로듀서 줄리 플렉이 제작한 뱀파이어 다이어리를 방영한다고 발표했다.
뱀파이어 다이어리의 첫회는 캐나다의 벤쿠버에서 제작되었다. 나머지 에피소드들은 미국 켄터키주 코빙턴과 미스틱 폴즈 마을의 배경이 되는 조지아주에서 촬영하였고, 매트로 애틀랜타 주변에서 주로 촬영하였다.

## 주요 등장인물
엘레나 길버트(니나 도브레브) : 미스틱 폴스에 사는 고등학생 소녀로서 지난 봄에 사고로 부모님을 동시에 잃었다. 어느 날 학교에 갑자기 나타난 스테판 살바토어와 사랑에 빠지고, 데이먼 살바토어를 만나게 된다. 약 140여 년 전 살바토어 형제를 뱀파이어로 만든 캐서린의 도플갱어이다. 도플갱어로서 많은 사건과 사고를 겪으며처음에는 데이먼을 증오하지만 여러 가지 사건 뒤에 데이먼을 좋아하게 되고 둘을 동시에 사랑하여 삼각관계를 형성한다.
스테판 살바토어(폴 웨슬리) : 약 140년 전에 뱀파이어가 되었고 그 전에 살았던 미스틱 폴즈로 돌아오게 된다. 처음에는 자신의 먼 조카인 잭과 함께 산다. 뱀파이어면서 사람피를 먹지 않아 힘이 약하고 자제력이 강하고 마음이 약하다. 처음에는 캐서린과 닮은 외모인 엘레나에게 끌려 엘레나와 사랑에 빠지게 되지만 자제력을 잃고 살인을 행하기도 한다.
데이먼 살바토어(이언 서머홀더) : 자신의 동생, 스테판 살바토어가 미스틱 폴즈를 돌아오자 동생과 엘레나가 잘되는 것을 방해하며 캐서린을 무덤에서 구출하기 위해서 노력한다. 캐서린에게 배신당한 것을 알고, 캐서린을 증오하기도 하며 엘레나에게 호감을 느끼고 엘레나 이외에 모든 것은 하찮게 여긴다. 인간의 피를 마시는 것을 좋아하고 다혈질이다.
캐롤라인 포브스(캔디스 아콜라) : 엘레나의 친한 친구이며 파티를 기획하는 걸 좋아하고, 말이 많다. 엘레나를 질투하기도 하고 데이먼에게 조종당한다. 후에 캐서린에 의해 뱀파이어가 된다. 어머니가 마을의 경찰이다.
맷 도노반(잭 로리그) : 누나 비키와 엄마와 함께 살고 있고 미스틱 그릴에서 아르바이트를 한다（공식적인 설정은 비키이 맷의 older sister이며, 맷는 1993년생, 비키은 1991년생으로 설정되어 있습니다）. 엘레나의 어렸을 때부터 친한 친구이며 처음에는 엘레나를 좋아해서 사귀었다가 깨진 상태이다. 캐롤라인과 좋아하게 되어 사랑에 빠지기도 하며 뱀파이어나 늑대인간 같지 않은 유일한 평범한 인간이다.
제러미 길버트(스티븐 R. 매퀸) : 엘레나의 동생으로서 부모님을 잃은 슬픔에 괴로워하여 마약을 하고 비키를 좋아했다. 15살이다. 여러 슬픔에 괴로워하고 희생양이 되기도 하며 기억도 지워지지만 곧 잘 적응한다. 뱀파이어인 애나와 사랑에 빠지고 보니와도 사랑에 빠진다. 한번 죽음을 경험했는데 그 이후로 죽은 사람들을 볼 수 있고 대화할 수 있다.
보니 베넷(캐터리나 그레이엄) : 강력한 마녀 에밀리 베넷의 자손이다. 처음에는 자신이 마녀인 것을 믿지않았지만 자신의 능력을 점점 실감해 나가고 강력한 마녀가 된다. 때론 뱀파이어에게 이용당하고 뱀파이어를 쫓아내기 위해서도 힘쓴다. 제레미를 살리는 것에 힘을 사용해 마녀들에게 한때 거부당하기도 했지만 다시 힘을 되찾는다.
타일러 락우드(마이클 트레비노) : 엘레나의 친구이며 늑대인간의 후손이다. 성격이 급하고 쉽게 화를 잘낸다. 보름달이 뜨는 날이면 늑대인간으로 변하게 되고 자신을 통제하지 못한다. 그러다가 클라우스를 만나게 되고 클라우스와 피와 캐서린의 도플갱어인 엘레나의 피로 인해 뱀파이어와 늑대인간의 혼혈로 변하게 된다.

## 줄거리

### 시즌 1
미스틱폴즈는 많은 역사를 가진 마을로 설립자들의 후손이 계속 내려오면서 마을을 지켜오고 있다. 오래된 역사를 간직한만큼 뱀파이어,늑대인간,마녀 이야기를 담고 있는 마을이다. 엘레나는 평범한 소녀로서 1년 전 부모님을 동시에 잃었다. 어느 날 엘레나에게 두 뱀파이어 살바토어 형제가 나타나고 그 때부터 초자연적인 뱀파이어, 마녀, 자연의 순리를 지키기 위한 마녀들이 각성하게 된다. 엘레나는 스테판에게 호감을 느끼고 서로 사랑하게 된다. 미스틱 폴즈는 150여년 전 뱀파이어들을 교회에 모아서 모두 불태으려 했다. 하지만 마녀 에밀리 베넷이 캐서린을 지키기 위해 뱀파이어 모두를 무덤에 봉인하였다. 데이먼은 이렇게 봉인된 캐서린을 찾기위해 무덤의 봉인을 풀으려 한다. 그 과정에서 엄마를 찾으려는 애나가 나타나고, 데이먼에게 아내의 복수를 하기 위해 알라릭 살츠만이 나타난다. 봉인을 풀었을 때는 캐서린은 없었고 데이먼은 자신을 찾지않은 캐서린에게 배신감을 느낀다. 한편 엘레나는 자신의 친모를 찾으려 하고 자신의 친부가 삼촌 존 길버트인 것을 알게 된다. 존 길버트와 의회는 살바토어 형제를 제외한 뱀파이어들을 몰살시킨다. 이 때 엘레나로 변장한 캐서린이 엘레나의 집에 나타난다.

### 시즌 2
캐서린이 죽였던 존 길버트가 살아 돌아오고 늑대인간의 베일이 서서히 벗겨진다. 타일러의 조상은 늑대인간으로서 타일러와 타일러의 삼촌은 보름달이 뜨면 자신을 통제하지 못하는 늑대인간으로 변한다. 뱀파이어는 늑대인간에게 물리면 그 독이 치명적이라 죽게된다. 타일러의 삼촌이 데이먼에게 죽임을 당하자 늑대인간들은 서로 연합하게 되고 뱀파이어로부터 자신들을 지키려 한다. 캐롤라인은 캐서린에 의해 뱀파이어가 되고 캐서린을 찾는 1세대 뱀파이어 일라이자가 나타난다. 그는 자신들의 가족들을 찾기위해 자신의 동생 뱀파이어와 늑대인간 혼혈 클라우스를 살리려한다. 그 과정에서 강력한 마녀와 뱀파이어 한명,늑대인간 한명,도플갱어의 희생이 필요한데 일라이자는 뱀파이어가 된 이모인 제나와 늑대인간 한명, 그리고 캐서린의 도플갱어 엘레나를 이용한다. 제레미는 죽을 위험에 쳐하고 그런 제레미를 보니는 죽음으로부터 구하여 마녀들에게 능력을 빼앗긴다. 결과적으로 클라우스는 살아나 힘을 되찾고 혼혈을 만들려는 실험들을 한다. 그 때 타일러로부터 물린 데이먼은 죽어가고 데이먼을 살리기 위해 스테판은 클라우스의 피를 얻으려 클라우스를 따라다니며 복종한다.

### 시즌 3
제레미는 죽음에서 살아난 이후부터 죽은 자들이 보이기 시작한다. 애나와 비키 등 죽은 자들과 대화하고 모습을 볼 수 있게 된다. 클라우스는 혼혈을 만들기 위해 엘레나의 피가 필요하다는 것을 알게되고 타일러를 시작으로 여러 혼혈들을 만들게 된다. 점점 클라우스가 힘이 세지자 클라우스를 죽이기위한 여러방법들이 시도된다. 번번이 실패하지만 새로운 방법들을 찾게 되고 그 과정에서 1세대 뱀파이어 클라우스의 아버지가 나타나고, 어머니 에스더 그리고 나머지 형제들이 살아나게 된다. 에스더는 클라우스를 죽이려는 방법으로 다른 형제들 모두를 동시에 죽이려 했지만 실패하고 죽게된다. 죽은 에스더는 레베카에 빙의하여 클라우스를 다시 죽이려고 여러 계획들을 세운다.
한편 데이먼은 엘레나와 점점 가까워지고 엘레나 역시 데이먼에게 끌린다. 서로에게 점점 가까워지는 엘레나와 데이먼, 그리고 미스틱 폴즈에서의 1세대 뱀파이어 가족들과의 이야기를 다루고 있는 시즌이다.

## 평판

### 미국 닐슨 순위
| 시즌   | 방영시간        | 에피소드 | 첫회            | 첫회                 | 마지막회        | 마지막회             | 순위 | 시청자 수 (단위 : 백만) |
| 시즌   | 방영시간        | 에피소드 | 날짜            | 시청자수 (단위:백만) | 날짜            | 시청자수 (단위:백만) | 순위 | 시청자 수 (단위 : 백만) |
| ------ | --------------- | -------- | --------------- | -------------------- | --------------- | -------------------- | ---- | ----------------------- |
| 시즌 1 | 목요일 오후 8시 | 22       | 2009년 9월 10일 | 4.91                 | 2010년 5월 13일 | 3.47                 | #118 | 3.60                    |
| 시즌 2 | 목요일 오후 8시 | 22       | 2010년 9월 9일  | 3.36                 | 2011년 5월 12일 | 2.86                 | 빈칸 | 3.17                    |
| 시즌 3 | 목요일 오후 8시 | 22       | 2011년 9월 15일 | 3.10                 | 2012년 5월 10일 | 빈칸                 | 빈칸 | 빈칸                    |

위의 표에서 순위는 시청률이 가장 높은 시간대에 방송한 다른 프로그램들과 비교한 순위이다.

## 대한민국에서의 방영정보
- 시즌 1 : 2010년 6월에 온스타일에서 매주 수요일 밤 11시에 연속 2편씩 방영되었으며[13] 이후 OCN에서 본방송은 매주 수,목 밤 8시에, 재방송은 매주 수,목 오전 10시에 방영되었다.[14]

- 시즌 2 : 2010년 12월 14일부터 유료 채널인 캐치온 플러스에서 화요일 밤 12시에 방영하였다.[15]

- 시즌 3 : 유료 채널인 캐치온 플러스에서 수요일 오전 11시에 방영하였다.[15]